# جان الیوت
جان الیوت (به انگلیسی: John Elliott) سناتور سابق عضو حزب دموکرات-جمهوری‌خواه بود. وی در سال ۱۸۱۹ تا ۱۸۲۵ میلادی سناتور ایالت جورجیا در سنای ایالات متحده آمریکا بود.